# 永田政純
永田 政純（ながた まさずみ）は、江戸時代の武士、歴史家。毛利氏家臣で長州藩士。禄高は143石。長州藩主・毛利吉元の命を受けて『閥閲録』の編纂を行い、『新裁軍記』や『江氏家譜』等の編集も行った。

## 生涯
寛文11年（1671年）7月18日、長州藩の藩医・永田政納の三男として、長門国の萩に生まれる。母は陸奥二本松藩主・丹羽光重の儒臣であった山崎道察の娘で、長州藩士・岩佐圭庵の姪。
元禄10年（1697年）2月1日、新規召抱えで右筆役として手廻組に加えられ、扶持方2人分・切米2石4斗を給される。元禄12年（1699年）2月15日には扶持方5人分・銀250目（高直し43石）に昇給。
元禄13年（1700年）に江戸御留守公儀向御用を務め、宝永元年（1704年）には江戸御勤方を兼務。宝永3年（1706年）7月29日に江戸御用所右筆に任じられた。
正徳4年（1714年）12月1日に江戸矢倉方の職も兼任し、享保元年（1716年）に江戸御用所役に昇進した。一方で、享保3年（1718年）8月6日には御用所・矢倉方の職を辞し、同年8月14日に手廻組から大組に入り、8月16日に御什書御用掛として御内用掛（後の密用方）の責任者となった。
享保5年（1720年）6月16日、藩主・毛利吉元の命を受け、毛利氏の家譜及び家臣の家に伝来した古文書・家系の調査事業を開始した。翌享保6年（1721年）3月4日には江戸当職手元役に任じられ、銀1貫200目（高直し60石）を加増され、知行高103石となる。享保9年（1724年）、徳田良方と共に『江氏家譜』の撰修に着手し、享保10年（1725年）に寺社証文を録上。そして享保11年（1726年）に『閥閲録』を完成させ、同年12月15日に銀3枚を拝領した。
元文3年（1738年）6月16日、毛利元就に関する編年体の歴史書である『御軍記』（後の『新裁軍記』）編纂に着手。政純が中心となって、他に山県周南、小倉鹿門、小田村鄜山、山根華陽らが参加し、寛保元年（1741年）5月までに元就期の大部分の記述を完成させた。寛保2年（1742年）7月には『江氏家譜』が完成し、山県周南、徳田良方、安部和貞が校訂を行った。
元文5年（1740年）7月18日、政純の親族・友人が政純の古稀を祝った。延享4年（1747年）1月、銀800目（高直し40石）を加増され、知行高が143石となる。
宝暦3年（1753年）7月、毛利氏の『御系図御家譜引用書』が完成。同年10月28日に隠居を許され、銀子10枚を拝領し、翌年の宝暦4年（1754年）5月8日に病死。享年84。萩の海潮寺に葬られた。
政純の人となりについて、山県周南は「重厚慎密」、小田村鄜山は「謹厚貞良」と評し、安部和貞は政純の古稀の祝文において「性閑雅にして」と評した。山根華陽は墓碑銘に「君博聞強記、有好古癖、最精国史」と記し、歴史学者としての政純の人物像を伝えている。